# حمض السيناميك
حامض قرفي  مركب عضوي صيغته C6H5CHCHCO2H، وهو مركب كرستالي أبيض، شحيح الذوبان في الماء، ويصنف كحمض كربوكسيلي غير مشبع، ويتواجد في الطبيعة في عدد من النباتات. يذوب حمض السيناميك بسهولة في العديد من المذيبات العضوية. وللحمض متماكبان مفروق ومقرون، والأخير هو الأكثر شيوعاً.

## التواجد والإنتاج

### في الطبيعة
يمكن الحصول على حمض السيناميك من زيت القرفة، ومن البلاسم مثل الستوراكس، كما يوجد في زبدة الشيا. لحمض السيناميك رائحة مشابهة لرائحة العسل، ويستخدم إستره الأثيلي الأكثر تطايراً (سينامات الإثيل) كنكهة في زيت القرفة الأساسي، حيث كون السيناملديهايد المكون الأساسي فيها.
وحمض السيناميك مكون أساسي لمسارات التخليق الحيوي: الشيكيمات والفنيل بروبانويد، ويحدث تخليقه الحيوي بواسطة عمل إنزيم فنيل ألانين أمينو لاييز (PAL) على الفينيل ألانين.

### الإنتاج
تتضمن الطريقة الأصلية لإنتاج حمض السيناميك تفاعل بيركن، والذي يستلزم التكثف المحفز بالقاعدة لإنهدريد حمض الخليك والبنزلديهايد. وصف رينر لوديك كلايسن (1851-1930) إنتاج استرات السينامات بواسطة تفاعل البنزلديهايد مع الإستر. ويعرف التفاعل بتكاثف كلايسن، كذلك يمكن تحضير الحمض من تفاعل السينامالديهايد مع كلوريد البنزال.

## الاستخدامات
يستخدم حمض السيناميك كمادة منكهة، وصبغة صناعية، وفي بعض الأدوية، أما الاستخدام الأساسي فهو في تصنيع إسترات المثيل والإثيل والبنزيل لغرض استخدامها في صناعة العطور. ويعد حمض السيناميك مادة بادئة للأسبارتام بواسطة الأمينة المحفزة إنزيمياً إلى الفينيل ألانين.
وحمض السيناميك أحد أنواع المثبتطات الذاتية التي تنتج بواسطة الجراثيم الفطرية والتي تمنع الإنبات.